# أنتونيس جيورجاليديس
أنتونيس جيورجاليديس (باليونانية: Αντώνης Γιωργαλλίδης)‏ (30 يناير 1982 بلارنكا في قبرص - ) هو لاعب كرة قدم قبرصي في مركز حراسة المرمى. شارك مع منتخب قبرص لكرة القدم. أما مع النوادي، فقد لعب مع أنورثوسيس فاماغوستا ونادي أومونيا ونادي بلاتانياس وألكي لارانكا ‏.

## مسيرته الكروية
لعب أنتونيس جيورجاليديس خلال مسيرته الاحترافية مع 6 أندية في واحد وعشرون موسمًا ولم يسجل خلالها أي هدف ضمن 308 مباراة. حيث فاز في خمسة مواسم بالكأس وفي ثلاثة مواسم بالدوري.
خاض أنتونيس جيورجاليديس مسيرته مع نادي أنورثوسيس فاماغوستا في موسم 1999–00 في المرة الأولى ليلعب معه سبعة مواسم ثم في موسم 2019–20 لمدة موسم واحد، مشاركًا طوالها في 62 مباراة ولم يسجل أي هدف. ثم انتقل إلى نادي أومونيا في موسم 2006–07 في المرة الأولى ليلعب معه ستة مواسم ثم في موسم 2014–15 ولمدة موسمين، حيث شارك طوالها في 155 مباراة ولم يسجل أي هدف أيضًا. لينتقل بعدها إلى ألكي لارانكا ‏ في موسم 2012–13 لمدة موسم واحد، مشاركًا في 20 مباراة ولم يسجل أي هدف أيضًا. ثم انتقل إلى نادي بلاتانياس في موسم 2013–14 لمدة موسم واحد، مشاركًا في 32 مباراة ولم يسجل أي هدف أيضًا. هذا وانتقل لاحقًا إلى نادي أيك لارنكا في موسم 2016–17 ولمدة موسمين، مشاركًا في 14 مباراة ولم يسجل أي هدف أيضًا. ثم انتقل بعدها إلى نادي أولمبياكوس نيقوسيا في موسم 2018–19 لمدة موسم واحد، مشاركًا في 25 مباراة ولم يسجل أي هدف أيضًا.

## وصلات خارجية
- أنتونيس جيورجاليديس على موقع الاتحاد الأوربي (الإنجليزية)
- أنتونيس جيورجاليديس على موقع قاعدة بيانات كرة القدم.إي يو (الإنجليزية)
- أنتونيس جيورجاليديس على موقع ناشيونال فوتبول تيمز (الإنجليزية)
- أنتونيس جيورجاليديس على موقع Soccerway.com (الإنجليزية)